# (38271) 1999 RW35
1999 أر دابليو 35 (ويعرف أيضًا باسم (38271) 1999 أر دابليو 35 وفق تسمية الكوكب الصغير) (بالإنجليزية: 1999 RW35)‏ هو كويكب ضمن حزام الكويكبات؛ وترتيبه 38271 من حيث الاكتشاف.
اكتُشف هذا الجُرم الفلكي بواسطة Petr Pravec ‏ في 12 سبتمبر 1999.

## وصلات خارجية
- (38271) 1999 RW35 في قاعدة بيانات مختبر الدفع النفاث لأجرام النظام الشمسي الصغيرة

- الاكتشاف · مخطط المدار ·  العناصر المدارية · المعلمات المادية

- (38271) 1999 RW35 على موقع ويكي سكاي: DSS2, SDSS, GALEX, IRAS, Hydrogen α, X-Ray, Astrophoto, Sky Map, Articles and images